# Тиле, Клаус
Клаус Тиле (нем. Klaus Thiele; род. 21 января 1958, Потсдам) — немецкий спринтер, серебряный призёр летних Олимпийских игр 1980 года в Москве.

## Карьера
Специализировался в беге на 100, 200 и 400 метров. В 1977 году в Донецке в составе сборной ГДР стал серебряным призёром чемпионата Европы среди юниоров в эстафете 4×100 метров. На Олимпиаде в Москве сборная ГДР, в которую, кроме Тиле, входили Андреас Кнебель, Франк Шаффер и Фолькер Бек, завоевала олимпийское серебро с результатом 3.01,26, пропустив вперёд сборную СССР (3.01,08).